# Équipe de Suisse des moins de 19 ans de football
Maillots
L'équipe de Suisse de football des moins de 19 ans est constituée par une sélection des meilleurs joueurs suisses de moins de 19 ans sous l'égide de l'ASF.

## Parcours

### Parcours en Championnat d'Europe
| Édition                                              | Qualifications                  | Qualifications                  | Qualifications                  | Qualifications                  | Qualifications                  | Qualifications                  | Qualifications                  | Phase finale                    | Phase finale                    | Phase finale                    | Phase finale                    | Phase finale                    | Phase finale                    | Phase finale                    |
| Édition                                              | Class.                          | M                               | V                               | N                               | D                               | bp                              | bc                              | Résultat                        | M                               | V                               | N                               | D                               | bp                              | bc                              |
| ---------------------------------------------------- | ------------------------------- | ------------------------------- | ------------------------------- | ------------------------------- | ------------------------------- | ------------------------------- | ------------------------------- | ------------------------------- | ------------------------------- | ------------------------------- | ------------------------------- | ------------------------------- | ------------------------------- | ------------------------------- |
| Championnat d'Europe juniors (1948-1980)             |                                 |                                 |                                 |                                 |                                 |                                 |                                 |                                 |                                 |                                 |                                 |                                 |                                 |                                 |
| 1948                                                 | –                               | –                               | –                               | –                               | –                               | –                               | –                               | Non participante                | Non participante                | Non participante                | Non participante                | Non participante                | Non participante                | Non participante                |
| 1949                                                 | –                               | –                               | –                               | –                               | –                               | –                               | –                               | Non participante                | Non participante                | Non participante                | Non participante                | Non participante                | Non participante                | Non participante                |
| 1950                                                 | –                               | –                               | –                               | –                               | –                               | –                               | –                               | 6e                              | 2                               | 0                               | 0                               | 2                               | 2                               | 5                               |
| 1951                                                 | –                               | –                               | –                               | –                               | –                               | –                               | –                               | 1er tour                        | 2                               | 0                               | 0                               | 2                               | 2                               | 6                               |
| 1952                                                 | –                               | –                               | –                               | –                               | –                               | –                               | –                               | 5e                              | 2                               | 1                               | 0                               | 1                               | 6                               | 4                               |
| 1953                                                 | –                               | –                               | –                               | –                               | –                               | –                               | –                               | 13e                             | 4                               | 1                               | 1                               | 2                               | 6                               | 9                               |
| 1954                                                 | –                               | –                               | –                               | –                               | –                               | –                               | –                               | 1er tour                        | 4                               | 0                               | 1                               | 3                               | 3                               | 7                               |
| 1955                                                 | –                               | –                               | –                               | –                               | –                               | –                               | –                               | 1er tour                        | 3                               | 0                               | 1                               | 2                               | 3                               | 6                               |
| 1956                                                 | –                               | –                               | –                               | –                               | –                               | –                               | –                               | Non participante                | Non participante                | Non participante                | Non participante                | Non participante                | Non participante                | Non participante                |
| 1957                                                 | –                               | –                               | –                               | –                               | –                               | –                               | –                               | Non participante                | Non participante                | Non participante                | Non participante                | Non participante                | Non participante                | Non participante                |
| 1958                                                 | –                               | –                               | –                               | –                               | –                               | –                               | –                               | Non participante                | Non participante                | Non participante                | Non participante                | Non participante                | Non participante                | Non participante                |
| 1959                                                 | –                               | –                               | –                               | –                               | –                               | –                               | –                               | Non participante                | Non participante                | Non participante                | Non participante                | Non participante                | Non participante                | Non participante                |
| 1960                                                 | –                               | –                               | –                               | –                               | –                               | –                               | –                               | Non participante                | Non participante                | Non participante                | Non participante                | Non participante                | Non participante                | Non participante                |
| 1961                                                 | –                               | –                               | –                               | –                               | –                               | –                               | –                               | Non participante                | Non participante                | Non participante                | Non participante                | Non participante                | Non participante                | Non participante                |
| 1962                                                 | –                               | –                               | –                               | –                               | –                               | –                               | –                               | Non participante                | Non participante                | Non participante                | Non participante                | Non participante                | Non participante                | Non participante                |
| 1963                                                 | Exemptée                        | Exemptée                        | Exemptée                        | Exemptée                        | Exemptée                        | Exemptée                        | Exemptée                        | 1er tour                        | 3                               | 0                               | 1                               | 2                               | 3                               | 6                               |
| 1964                                                 | –                               | –                               | –                               | –                               | –                               | –                               | –                               | 1er tour                        | 2                               | 0                               | 0                               | 2                               | 1                               | 5                               |
| 1965                                                 | –                               | –                               | –                               | –                               | –                               | –                               | –                               | 1er tour                        | 2                               | 0                               | 1                               | 1                               | 1                               | 3                               |
| 1966                                                 | Exemptée                        | Exemptée                        | Exemptée                        | Exemptée                        | Exemptée                        | Exemptée                        | Exemptée                        | 1er tour                        | 3                               | 0                               | 1                               | 2                               | 2                               | 6                               |
| 1967                                                 | –                               | 2                               | 0                               | 0                               | 2                               | 1                               | 3                               | Non qualifiée                   | Non qualifiée                   | Non qualifiée                   | Non qualifiée                   | Non qualifiée                   | Non qualifiée                   | Non qualifiée                   |
| 1968                                                 | Exemptée                        | Exemptée                        | Exemptée                        | Exemptée                        | Exemptée                        | Exemptée                        | Exemptée                        | 1er tour                        | 3                               | 0                               | 1                               | 2                               | 1                               | 6                               |
| 1969                                                 | 3e/3                            | 4                               | 1                               | 0                               | 3                               | 2                               | 14                              | Non qualifiée                   | Non qualifiée                   | Non qualifiée                   | Non qualifiée                   | Non qualifiée                   | Non qualifiée                   | Non qualifiée                   |
| 1970                                                 | Exemptée                        | Exemptée                        | Exemptée                        | Exemptée                        | Exemptée                        | Exemptée                        | Exemptée                        | 1er tour                        | 3                               | 1                               | 0                               | 2                               | 3                               | 8                               |
| 1971                                                 | –                               | 2                               | 1                               | 1                               | 0                               | 2                               | 0                               | 1er tour                        | 3                               | 0                               | 1                               | 2                               | 1                               | 2                               |
| 1972                                                 | –                               | 4                               | 2                               | 0                               | 2                               | 5                               | 4                               | Non qualifiée                   | Non qualifiée                   | Non qualifiée                   | Non qualifiée                   | Non qualifiée                   | Non qualifiée                   | Non qualifiée                   |
| 1973                                                 | Exemptée                        | Exemptée                        | Exemptée                        | Exemptée                        | Exemptée                        | Exemptée                        | Exemptée                        | 1er tour                        | 3                               | 0                               | 1                               | 2                               | 2                               | 5                               |
| 1974                                                 | –                               | 2                               | 0                               | 0                               | 2                               | 1                               | 6                               | Non qualifiée                   | Non qualifiée                   | Non qualifiée                   | Non qualifiée                   | Non qualifiée                   | Non qualifiée                   | Non qualifiée                   |
| 1975                                                 | Exemptée (hôte)                 | Exemptée (hôte)                 | Exemptée (hôte)                 | Exemptée (hôte)                 | Exemptée (hôte)                 | Exemptée (hôte)                 | Exemptée (hôte)                 | 1er tour                        | 3                               | 0                               | 1                               | 2                               | 1                               | 8                               |
| 1976                                                 | –                               | 2                               | 0                               | 2                               | 0                               | 1                               | 1                               | 1er tour                        | 3                               | 1                               | 2                               | 0                               | 1                               | 0                               |
| 1977                                                 | 3e/3                            | 4                               | 1                               | 0                               | 3                               | 2                               | 8                               | Non qualifiée                   | Non qualifiée                   | Non qualifiée                   | Non qualifiée                   | Non qualifiée                   | Non qualifiée                   | Non qualifiée                   |
| 1978                                                 | –                               | 2                               | 0                               | 0                               | 2                               | 0                               | 4                               | Non qualifiée                   | Non qualifiée                   | Non qualifiée                   | Non qualifiée                   | Non qualifiée                   | Non qualifiée                   | Non qualifiée                   |
| 1979                                                 | –                               | 2                               | 0                               | 2                               | 0                               | 3                               | 3                               | 1er tour                        | 3                               | 0                               | 1                               | 2                               | 3                               | 7                               |
| 1980                                                 | –                               | 2                               | 0                               | 0                               | 2                               | 0                               | 5                               | Non qualifiée                   | Non qualifiée                   | Non qualifiée                   | Non qualifiée                   | Non qualifiée                   | Non qualifiée                   | Non qualifiée                   |
| Championnat d'Europe des moins de 18 ans (1981-2001) |                                 |                                 |                                 |                                 |                                 |                                 |                                 |                                 |                                 |                                 |                                 |                                 |                                 |                                 |
| 1981                                                 | –                               | 2                               | 0                               | 0                               | 2                               | 2                               | 5                               | Non qualifiée                   | Non qualifiée                   | Non qualifiée                   | Non qualifiée                   | Non qualifiée                   | Non qualifiée                   | Non qualifiée                   |
| 1982                                                 | –                               | 2                               | 0                               | 1                               | 1                               | 1                               | 2                               | Non qualifiée                   | Non qualifiée                   | Non qualifiée                   | Non qualifiée                   | Non qualifiée                   | Non qualifiée                   | Non qualifiée                   |
| 1983                                                 | –                               | 2                               | 0                               | 1                               | 1                               | 1                               | 3                               | Non qualifiée                   | Non qualifiée                   | Non qualifiée                   | Non qualifiée                   | Non qualifiée                   | Non qualifiée                   | Non qualifiée                   |
| 1984                                                 | –                               | 2                               | 2                               | 0                               | 0                               | 5                               | 0                               | 1er tour                        | 3                               | 0                               | 0                               | 3                               | 2                               | 5                               |
| 1986                                                 | 2e/4                            | 5                               | 1                               | 2                               | 2                               | 5                               | 7                               | Non qualifiée                   | Non qualifiée                   | Non qualifiée                   | Non qualifiée                   | Non qualifiée                   | Non qualifiée                   | Non qualifiée                   |
| 1988                                                 | 4e/4                            | 6                               | 0                               | 1                               | 5                               | 2                               | 13                              | Non qualifiée                   | Non qualifiée                   | Non qualifiée                   | Non qualifiée                   | Non qualifiée                   | Non qualifiée                   | Non qualifiée                   |
| 1990                                                 | 4e/4                            | 6                               | 1                               | 0                               | 5                               | 1                               | 16                              | Non qualifiée                   | Non qualifiée                   | Non qualifiée                   | Non qualifiée                   | Non qualifiée                   | Non qualifiée                   | Non qualifiée                   |
| 1992                                                 | 4e/4                            | 6                               | 1                               | 1                               | 4                               | 3                               | 10                              | Non qualifiée                   | Non qualifiée                   | Non qualifiée                   | Non qualifiée                   | Non qualifiée                   | Non qualifiée                   | Non qualifiée                   |
| 1993                                                 | –                               | 4                               | 2                               | 0                               | 2                               | 17                              | 3                               | Non qualifiée                   | Non qualifiée                   | Non qualifiée                   | Non qualifiée                   | Non qualifiée                   | Non qualifiée                   | Non qualifiée                   |
| 1994                                                 | –                               | 4                               | 1                               | 2                               | 1                               | 11                              | 3                               | Non qualifiée                   | Non qualifiée                   | Non qualifiée                   | Non qualifiée                   | Non qualifiée                   | Non qualifiée                   | Non qualifiée                   |
| 1995                                                 | 2e/3                            | 4                               | 2                               | 1                               | 1                               | 8                               | 4                               | Non qualifiée                   | Non qualifiée                   | Non qualifiée                   | Non qualifiée                   | Non qualifiée                   | Non qualifiée                   | Non qualifiée                   |
| 1996                                                 | 2e/3                            | 4                               | 2                               | 1                               | 1                               | 6                               | 6                               | Non qualifiée                   | Non qualifiée                   | Non qualifiée                   | Non qualifiée                   | Non qualifiée                   | Non qualifiée                   | Non qualifiée                   |
| 1997                                                 | –                               | 4                               | 2                               | 2                               | 0                               | 4                               | 2                               | 1er tour                        | 3                               | 1                               | 0                               | 2                               | 3                               | 2                               |
| 1998                                                 | –                               | 5                               | 3                               | 0                               | 2                               | 10                              | 2                               | Non qualifiée                   | Non qualifiée                   | Non qualifiée                   | Non qualifiée                   | Non qualifiée                   | Non qualifiée                   | Non qualifiée                   |
| 1999                                                 | 2e/3                            | 2                               | 1                               | 0                               | 1                               | 3                               | 3                               | Non qualifiée                   | Non qualifiée                   | Non qualifiée                   | Non qualifiée                   | Non qualifiée                   | Non qualifiée                   | Non qualifiée                   |
| 2000                                                 | 2e/4                            | 3                               | 2                               | 1                               | 0                               | 5                               | 1                               | Non qualifiée                   | Non qualifiée                   | Non qualifiée                   | Non qualifiée                   | Non qualifiée                   | Non qualifiée                   | Non qualifiée                   |
| 2001                                                 | 2e/4                            | 3                               | 2                               | 1                               | 0                               | 6                               | 2                               | Non qualifiée                   | Non qualifiée                   | Non qualifiée                   | Non qualifiée                   | Non qualifiée                   | Non qualifiée                   | Non qualifiée                   |
| Championnat d'Europe des moins de 19 ans             |                                 |                                 |                                 |                                 |                                 |                                 |                                 |                                 |                                 |                                 |                                 |                                 |                                 |                                 |
| 2002                                                 | 2e/3                            | 4                               | 2                               | 0                               | 2                               | 8                               | 6                               | Non qualifiée                   | Non qualifiée                   | Non qualifiée                   | Non qualifiée                   | Non qualifiée                   | Non qualifiée                   | Non qualifiée                   |
| 2003                                                 | 2e/4 4e/4                       | 3                               | 2 0                             | 0                               | 1 3                             | 8 3                             | 2 6                             | Non qualifiée                   | Non qualifiée                   | Non qualifiée                   | Non qualifiée                   | Non qualifiée                   | Non qualifiée                   | Non qualifiée                   |
| 2004                                                 | Exemptée (hôte)                 | Exemptée (hôte)                 | Exemptée (hôte)                 | Exemptée (hôte)                 | Exemptée (hôte)                 | Exemptée (hôte)                 | Exemptée (hôte)                 | Demi-finale                     | 4                               | 1                               | 2                               | 1                               | 5                               | 4                               |
| 2005                                                 | 4e/4                            | 3                               | 1                               | 0                               | 2                               | 4                               | 6                               | Non qualifiée                   | Non qualifiée                   | Non qualifiée                   | Non qualifiée                   | Non qualifiée                   | Non qualifiée                   | Non qualifiée                   |
| 2006                                                 | 1re/4 2e/4                      | 3                               | 2                               | 1 0                             | 0 1                             | 14 4                            | 0 2                             | Non qualifiée                   | Non qualifiée                   | Non qualifiée                   | Non qualifiée                   | Non qualifiée                   | Non qualifiée                   | Non qualifiée                   |
| 2007                                                 | 2e/4 3e/4                       | 3                               | 2 1                             | 0                               | 1 2                             | 6 4                             | 3 5                             | Non qualifiée                   | Non qualifiée                   | Non qualifiée                   | Non qualifiée                   | Non qualifiée                   | Non qualifiée                   | Non qualifiée                   |
| 2008                                                 | 2e/4 3e/4                       | 3                               | 1                               | 1 0                             | 1 2                             | 8 6                             | 4 6                             | Non qualifiée                   | Non qualifiée                   | Non qualifiée                   | Non qualifiée                   | Non qualifiée                   | Non qualifiée                   | Non qualifiée                   |
| 2009                                                 | 2e/4 1re/4                      | 3                               | 2                               | 0 1                             | 1 0                             | 6 10                            | 3                               | 1er tour                        | 3                               | 1                               | 1                               | 1                               | 3                               | 3                               |
| 2010                                                 | 2e/4 4e/4                       | 3                               | 2 1                             | 0                               | 1 2                             | 10 5                            | 1 7                             | Non qualifiée                   | Non qualifiée                   | Non qualifiée                   | Non qualifiée                   | Non qualifiée                   | Non qualifiée                   | Non qualifiée                   |
| 2011                                                 | 2e/4 3e/4                       | 3                               | 1                               | 2 0                             | 0 2                             | 8 6                             | 2 7                             | Non qualifiée                   | Non qualifiée                   | Non qualifiée                   | Non qualifiée                   | Non qualifiée                   | Non qualifiée                   | Non qualifiée                   |
| 2012                                                 | 2e/4 3e/4                       | 3                               | 2 1                             | 1 0                             | 0 2                             | 6 2                             | 1 4                             | Non qualifiée                   | Non qualifiée                   | Non qualifiée                   | Non qualifiée                   | Non qualifiée                   | Non qualifiée                   | Non qualifiée                   |
| 2013                                                 | 2e/4 2e/4                       | 3                               | 1                               | 1                               | 1                               | 8 3                             | 5 4                             | Non qualifiée                   | Non qualifiée                   | Non qualifiée                   | Non qualifiée                   | Non qualifiée                   | Non qualifiée                   | Non qualifiée                   |
| 2014                                                 | 2e/4 3e/4                       | 3                               | 2 1                             | 0                               | 1 2                             | 7 2                             | 2 3                             | Non qualifiée                   | Non qualifiée                   | Non qualifiée                   | Non qualifiée                   | Non qualifiée                   | Non qualifiée                   | Non qualifiée                   |
| 2015                                                 | 1re/4 4e/4                      | 3                               | 2 0                             | 1 0                             | 0 3                             | 16 1                            | 2 8                             | Non qualifiée                   | Non qualifiée                   | Non qualifiée                   | Non qualifiée                   | Non qualifiée                   | Non qualifiée                   | Non qualifiée                   |
| 2016                                                 | 1re/4 4e/4                      | 3                               | 3 0                             | 0                               | 0 3                             | 8 1                             | 1 8                             | Non qualifiée                   | Non qualifiée                   | Non qualifiée                   | Non qualifiée                   | Non qualifiée                   | Non qualifiée                   | Non qualifiée                   |
| 2017                                                 | 3e/4                            | 3                               | 1                               | 1                               | 1                               | 6                               | 3                               | Non qualifiée                   | Non qualifiée                   | Non qualifiée                   | Non qualifiée                   | Non qualifiée                   | Non qualifiée                   | Non qualifiée                   |
| 2018                                                 | 3e/4                            | 3                               | 1                               | 0                               | 2                               | 9                               | 8                               | Non qualifiée                   | Non qualifiée                   | Non qualifiée                   | Non qualifiée                   | Non qualifiée                   | Non qualifiée                   | Non qualifiée                   |
| 2019                                                 | 2e/4 4e/4                       | 3                               | 2 0                             | 0 1                             | 1 2                             | 4 2                             | 2 6                             | Non qualifiée                   | Non qualifiée                   | Non qualifiée                   | Non qualifiée                   | Non qualifiée                   | Non qualifiée                   | Non qualifiée                   |
| 2020                                                 | 2e/4 -/-                        | 3 -                             | 2 -                             | 0 -                             | 1 -                             | 19 -                            | 4 -                             | Annulé en raison de la Covid-19 | Annulé en raison de la Covid-19 | Annulé en raison de la Covid-19 | Annulé en raison de la Covid-19 | Annulé en raison de la Covid-19 | Annulé en raison de la Covid-19 | Annulé en raison de la Covid-19 |
| 2021                                                 | Annulé en raison de la Covid-19 | Annulé en raison de la Covid-19 | Annulé en raison de la Covid-19 | Annulé en raison de la Covid-19 | Annulé en raison de la Covid-19 | Annulé en raison de la Covid-19 | Annulé en raison de la Covid-19 | Annulé en raison de la Covid-19 | Annulé en raison de la Covid-19 | Annulé en raison de la Covid-19 | Annulé en raison de la Covid-19 | Annulé en raison de la Covid-19 | Annulé en raison de la Covid-19 | Annulé en raison de la Covid-19 |
| 2022                                                 | 3e/4 -/-                        | 3 -                             | 1 -                             | 1 -                             | 1 -                             | 7 -                             | 2 -                             | Non qualifiée                   | Non qualifiée                   | Non qualifiée                   | Non qualifiée                   | Non qualifiée                   | Non qualifiée                   | Non qualifiée                   |
| 2023                                                 | 3e/4 -/-                        | 3 -                             | 1 -                             | 0 -                             | 2 -                             | 4 -                             | 5 -                             | Non qualifiée                   | Non qualifiée                   | Non qualifiée                   | Non qualifiée                   | Non qualifiée                   | Non qualifiée                   | Non qualifiée                   |
| 2024                                                 | 1re/4 2e/4                      | 3                               | 3 2                             | 0                               | 0 1                             | 7 3                             | 1 3                             | Non qualifiée                   | Non qualifiée                   | Non qualifiée                   | Non qualifiée                   | Non qualifiée                   | Non qualifiée                   | Non qualifiée                   |
| Total                                                | —                               | 196                             | 76                              | 31                              | 89                              | 332                             | 265                             | 21/71                           | 61                              | 7                               | 16                              | 38                              | 54                              | 107                             |